# Alfredo Adame
Alfredo Adame Von Knoop (Guadalajara, Jalisco, 10 de junio de 1958), conocido como Alfredo Adame, es un actor y presentador de televisión mexicano.

## Biografía y carrera

### Primeros años
Alfredo Adame Von Knoop nació el 10 de junio de 1958 en Guadalajara, Jalisco, siendo hijo de padre mexicano y de madre alemana. Estudió aviación comercial y trabajó en Aeroméxico como piloto privado.

### Vida y trayectoria
En 1988, se casó con la actriz colombiana Diana Golden, de quien se separó al poco tiempo. Se casó con la también actriz Mary Paz Banquells, quien es hermana de Rocío Banquells.
Participó como candidato a diputado federal por el Distrito 14 de la Ciudad de México por el partido Redes Sociales Progresistas en las elecciones federales de 2021, perdiendo la contienda con menos del 1% de votos.

## Filmografía

### Cine
- Fuga al destino (1987)
- Anatomía de una violación (1992)
- El salario de la muerte (1993)
- Dos fantasmas sinvergüenzas (1993)
- Perfume, efecto inmediato (1994)
- Los cómplices del infierno(1995)
- En las manos de Dios (1996)
- Reclusorio III (1999)
- La pareja más pareja (2005)
- Súper mamá (2006)

### Televisión
- Video Cosmos (1988)
- Mi segunda madre (1989) - Hans
- Balada por un amor (1989-1990) - Gustavo Elenes
- La fuerza del amor (1990) - Felipe
- Yo no creo en los hombres (1991) - Gustavo Miranda
- De frente al sol (1992) - Eduardo Fuentes Villalba
- Más allá del puente (1994) - Eduardo Fuentes Villalba
- Retrato de familia (1995) - Esteban Acuña
- Bajo un mismo rostro (1995) - Diego
- Tú y yo (1996) - Carlos Augusto Beltrán
- Mujer, casos de la vida real (1997)[2] (2012)[3] (2013)[4]
- Hoy (1998)
- Cero en conducta (1999)
- DKDA (1999) - Plomero
- Carita de ángel (2000) - Él mismo
- María Belén  (2001) - Alfonso García Marín
- Las vías del amor (2002-2003) - Ricardo Domínguez
- Ay amor (2003)
- Premios TVyNovelas (2004)
- La madrastra (2005) - Presentador
- Viva la mañana (2005)
- De buenas a la 1 (2008)
- En nombre del amor (2008-2009) -  Rafael Sáenz
- Sortilegio (2009) - Det. John Seigal
- Cuando me enamoro (2010-2011) - Honorio Sánchez
- Como dice el dicho (2011)
- Dos hogares (2011-2012) - Armando Garza
- La mujer del Vendaval (2012-2013) - Luciano Casteló
- Lo que la vida me robó (2013) - Benjamín Almonte
- La sombra del pasado (2014-2015) - Padre Jerónimo Alcocer
- A que no me dejas (2015) - Alfonso Fonseca Cortes
- Las amazonas (2016) - Vicente Mendoza Castro
- La doble vida de Estela Carrillo (2017) - Pedro Carrillo González
- Por amar sin ley (2018) - Hugo Arteaga[5]
- Perdiendo el juicio (2021)[6]
- La casa de los famosos (2024) - Concursante[7]
- Los 50 (2024) - Concursante[8]
- La casa de los famosos All-Stars (2025) - Concursante[9]

### Teatro
- La casa de Maripily: ¡Se Vale To'! (2024)[10]
- Celia el Musical (2016)[11]
- Infidelidades (2015)[12]

## Premios y nominaciones

### Premios TVyNovelas
| Año  | Categoría               | Telenovela         | Resultado |
| ---- | ----------------------- | ------------------ | --------- |
| 1991 | Mejor actor protagónico | La fuerza del amor | Nominado  |
| 2002 | Mejor conductor         | Hoy                | Nominado  |

### Premios Bravo
| Año  | Categoría       | Nominado       | Resultado |
| ---- | --------------- | -------------- | --------- |
| 2007 | Mejor conductor | Viva la mañana | Ganador   |

### Premios El Heraldo de México
| Año  | Categoría                 | Telenovela         | Resultado |
| ---- | ------------------------- | ------------------ | --------- |
| 1996 | Mejor actor en televisión | Retrato de familia | Nominado  |